# آلکانیسس
آلکانیسِس (به اسپانیایی: Alcañices) یک شهرستان در اسپانیا است که در استان سامرا واقع شده‌است.

## خصوصیات
آلکانیسِس ۵۴٫۷۶ کیلومترمربع مساحت و ۱٬۱۲۲ نفر جمعیت دارد و ۸۱۰ متر بالاتر از سطح دریا واقع شده‌است.